# Orla Petersen
Orla de Saint Aubain (født Petersen 1946) er en tidligere dansk atlet. Han var medlem af Københavns IF.

## Danske mesterskaber
- Bronze 1968 Højdespring 1,95

### Junior -20 år
- Guld 1966 Højdespring 1,90

## Personlige rekord
- Højdespring: 1,95 10 maj 1968 Århus Stadion og 24. maj 1970 Frederiksberg Stadion
- Spydkast: 70,22 1969